# 4e conseil des ministres de la Saskatchewan
3e conseil des ministres 5e conseil des ministres
Le 4e conseil des ministres de la Saskatchewan (en anglais : 4th Saskatchewan Ministry) est le gouvernement de la Saskatchewan de 1926 à 1929.

## Gouvernement

### Composition initiale (26 février 1926)
| Fonction                                                                      | Titulaire | Titulaire               | Parti   |
| ----------------------------------------------------------------------------- | --------- | ----------------------- | ------- |
| Président du conseil exécutif Ministre des Routes Ministre des Chemins de fer |           | James Garfield Gardiner | Libéral |
| Ministre de l'Agriculture                                                     |           | Charles McGill Hamilton | Libéral |
| Procureur général                                                             |           | James Albert Cross      | Libéral |
| Ministre de l'Éducation                                                       |           | Samuel John Latta       | Libéral |
| Ministre des Affaires municipales                                             |           | Thomas Clayton Davis    | Libéral |
| Trésorier provincial Ministre des Téléphones et Télégraphes                   |           | William John Patterson  | Libéral |
| Secrétaire Provincial Ministre de la Santé publique                           |           | John Michael Uhrich     | Libéral |
| Ministre des Travaux publics                                                  |           | Archibald Peter McNab   | Libéral |

### Remaniement du 10 novembre 1926
| Fonction                                                                                             | Titulaire | Titulaire               | Parti   |
| --- | --------- | ----------------------- | ------- |
| Président du conseil exécutif Trésorier provincial Ministre des Chemins de fer (jusqu'au 08/11/1927) |           | James Garfield Gardiner | Libéral |
| Ministre de l'Agriculture                                                                            |           | Charles McGill Hamilton | Libéral |
| Procureur général                                                                                    |           | James Albert Cross      | Libéral |
| Ministre de l'Éducation                                                                              |           | Samuel John Latta       | Libéral |
| Ministre des Affaires municipales Secrétaire Provincial                                              |           | Thomas Clayton Davis    | Libéral |
| Ministre des Routes Ministre des Téléphones et Télégraphes                                           |           | William John Patterson  | Libéral |
| Ministre de la Santé publique Ministre des Travaux publics                                           |           | John Michael Uhrich     | Libéral |
| Ministre des Chemins de fer (à partir du 08/11/1927)                                                 |           | George Spence           | Libéral |

### Remaniement du 8 décembre 1927
| Fonction | Titulaire | Titulaire                                     | Parti   |
| --- | --------- | --------------------------------------------- | ------- |
| Président du conseil exécutif Ministre de l'Éducation |           | James Garfield Gardiner                       | Libéral |
| Ministre de l'Agriculture |           | Charles McGill Hamilton (jusqu'au 27/08/1929) | Libéral |
| Procureur général |           | Thomas Clayton Davis                          | Libéral |
| Ministre des Routes Ministre des Chemins de fer (jusqu'au 16/03/1928) Ministre des Chemins de fer, du Travail et des Industries (à partir du 16/03/1928) Ministre de l'Agriculture (à partir du 27/08/1929) |           | George Spence                                 | Libéral |
| Ministre des Affaires municipales Secrétaire Provincial |           | Samuel John Latta                             | Libéral |
| Trésorier provincial Ministre des Téléphones et Télégraphes |           | William John Patterson                        | Libéral |
| Ministre de la Santé publique Ministre des Travaux publics |           | John Michael Uhrich                           | Libéral |